# Fugueuses
Pour l’article homonyme, voir Fugueuses (film).
Ne doit pas être confondu avec Fugueuses (film) ou Fugueuse.

Fugueuses est une pièce de théâtre écrite par Christophe Duthuron et Pierre Palmade et jouée par Line Renaud et Muriel Robin. Elle a été représentée pour la première fois à Bordeaux le 12 septembre 2007.

## Argument
Margot (Muriel Robin), âgée de 40 ans, décide de fuir le domicile familial le jour des 18 ans de sa fille, fatiguée de ne donner qu'aux autres sans jamais penser à elle. Au bord d'une nationale avec ses valises, elle va faire la rencontre de Claude (Line Renaud), 80 ans, qui, elle aussi, a fugué, mais de sa maison de retraite des Glaïeuls, où son fils l'a placée plus ou moins pour s'en débarrasser. D'une rencontre houleuse entre deux femmes de générations différentes mais poursuivant le même but, fuir un enfer pour trouver un idéal, va naître une amitié sincère et semée d'embûches.

## Commentaires
- À l'origine, le rôle de Margot avait été proposé à Isabelle Mergault , mais Line Renaud préféra jouer avec son amie Muriel Robin.
- Dans la vie, Muriel Robin et Line Renaud sont de très grandes amies, depuis plus de vingt ans.
- La pièce a été diffusée en direct sur France 2, le samedi 5 janvier 2008 à 21 h, et a réuni près de 8 millions de téléspectateurs[1], audience exceptionnelle pour une chaîne du service public.
- À la suite du succès de la pièce de théâtre à la télévision, un film réalisé par Michel Boujenah[2] avait été envisagé mais le projet a finalement été abandonné a précisé le comédien en marge de la conférence de presse du Festival de Ramatuelle le 18 avril 2019.